# Філентома чорнощока
Філентома чорнощока (Philentoma velata) — вид горобцеподібних птахів родини вангових (Vangidae).

## Поширення
Вид поширений в Південно-Східній Азії. Поширений на півдні Таїланду і М'янми, на Малайському півострові, Суматрі, Яві і Калімантані. Його природними середовищами існування є субтропічні або тропічні вологі низинні ліси та субтропічні або тропічні болота.

## Спосіб життя
Трапляється парами або невеликими групами, може утворювати змішані зграї з іншими птахами. Пересувається в кронах дерев у пошуках поживи. Харчується комахами.